# 151-es busz (Budapest)
A budapesti 151-es jelzésű autóbusz Csepel, Határ utca és Kőbánya alsó vasútállomás között közlekedik. A vonalat az ArrivaBus Kft. üzemelteti.

## Története
2001. szeptember 3-ától az 51-es busz a munkanapi csúcsidőszakokban meghosszabbított útvonalon, Kőbánya, városközpont és Csepel, Határ utca között közlekedett – ezek az indulásokat a 151-es viszonylatszámmal látták el. 2005. július 4-étől – a június 15-én megszüntetett 48A pótlására – Kőbánya felé a Kossuth Lajos utca helyett a II. Rákóczi Ferenc úton közlekedett. 2008. szeptember 6-ától az 51-es busz megszűnésével teljes üzemidőben közlekedik, Csepelen módosított útvonalon: Kőbánya felé újra a Kossuth Lajos utcán át közlekedik, azonban a Szent Imre téren ismét betér a II. Rákóczi Ferenc úti buszmegállóhoz.
A 2010-es BKV-sztrájk ideje alatt 151A jelzéssel a Gubacsi út és Csepel, Határ utca között közlekedett.
2010. március 1. és 2015. március 13. között[forrás?] kora reggel 151G jelzéssel a Dél-pesti autóbuszgarázsból minden nap indult egy járat 3.56-kor, amely érintette a 36-os és a 136E vonalát. A Simonyi Zsigmond utca megállóhelytől 151-es jelzéssel közlekedett tovább Kőbánya alsó vasútállomásig. Az útba eső valamennyi megállóhelyen megállt.
2015. szeptember 1-jén a viszonylat üzemeltetését teljes körűen a VT-Arriva (2021 óta ArrivaBus) vette át.
2021. július 3-ától hétvégente és ünnepnapokon, majd 2021. július 12-étől 2022. április 30-áig minden nap első ajtós felszállás volt érvényben. 2022. május 1-jétől ismét csak hétvégén és ünnepnapokon, 2025. május 12-étől pedig munkanapokon 20 óra után is csak az első ajtón lehet felszállni, ahol a járművezető ellenőrzi az utazási jogosultságot.
2024. február 19-étől Kőbánya alsó vasútállomás felé megáll a Szent Imre herceg utca, november 9-étől pedig a Határ utca megállóhelyen is.

## Útvonala
| Kőbánya alsó vasútállomás felé |
| Csepel, Határ utca vá. – Késmárki utca – Széchenyi István utca – Kossuth Lajos utca – II. Rákóczi Ferenc út – Szent Imre tér – Kossuth Lajos utca – Ady Endre út – Gubacsi híd – Csepeli átjáró – Topánka utca – Baross utca – Kossuth Lajos utca – Helsinki út – Nagysándor József utca – Nagykőrösi úti felüljáró – Hunyadi utca – Ady Endre út – Kisfaludy utca – Simonyi Zsigmond utca – Bartók Béla utca – Sibrik Miklós úti felüljáró – Gyömrői út – Vaspálya utca – Korponai utca – Kőbánya alsó vasútállomás vá. |
| Csepel, Határ utca felé |
| Kőbánya alsó vasútállomás vá. – Korponai utca – Vaspálya utca – Gyömrői út – Sibrik Miklós úti felüljáró – Báthory utca – Ady Endre út – Hunyadi utca – Nagykőrösi úti felüljáró – Nagysándor József utca – Helsinki út – Csepeli átjáró – Gubacsi híd – Ady Endre út – Kossuth Lajos utca – Széchenyi István utca – Késmárki utca – Csepel, Határ utca vá. |

## Megállóhelyei
| 0  | Csepel, Határ utca végállomás                      | 45 | 71, 152 |                                                                                             |
| 0  | Határ utca                                         | ∫  | 71, 152 |                                                                                             |
| 1  | Lőcsei utca                                        | 44 | 71, 152 |                                                                                             |
| 2  | Kikötő utca                                        | 43 | | Óvoda, Iskola, Gimnázium, Posta                                                             |
| 3  | Rákóczi tér                                        | 42 | | Rákóczi Kert                                                                                |
| 4  | Bajcsy-Zsilinszky út                               | 41 | 71, 152 |                                                                                             |
| 5  | Görgey Artúr tér                                   | 40 | 35, 36, 148, 152, 159 | Rendelőintézet, Posta, Csepel Plaza                                                         |
| 7  | Karácsony Sándor utca                              | 39 | 35, 36, 148, 152, 159 | Óvoda, Iskola , Gimnázium                                                                   |
| 10 | Szent Imre tér H (↓) Szent Imre tér (↑)            | 37 | 35, 36, 38, 38A, 71, 138, 148, 152, 159, 179, 238, 278 672, 673, 674, 675, 676, 688, 690 | XXI. Kerületi Polgármesteri Hivatal és Okmányiroda, XXI. Kerületi Rendőrség, Templom, Posta |
| 12 | Kossuth Lajos utca / Ady Endre út                  | 35 | 35, 36, 148, 179 | Iskola                                                                                      |
| 13 | Védgát utca                                        | 33 | 35, 36, 148 | Iskola                                                                                      |
| 14 | Papírgyár                                          | 32 | 35, 36, 148 | Papírgyár                                                                                   |
| 16 | Sósfürdő                                           | 31 | 35, 36, 148 119 (Csepeli átjáró) | Pesterzsébeti Sós-jódos Gyógy- és Strandfürdő                                               |
| ∫  | Csepeli átjáró                                     | 30 | (Pesterzsébet felső) 66, 66B, 119, 166 |                                                                                             |
| 18 | Pesterzsébet, Baross utca                          | ∫  | 35, 36, 66, 66B, 66E, 119, 148, 166, 224, 224E | Óvoda, Pesterzsébeti Múzeum                                                                 |
| 20 | Pesterzsébet vasútállomás                          | 29 | 66, 66B, 119, 166 630, 631, 632, 635, 636, 650, 653, 654, 655, 659, 661 | Pesterzsébet megállóhely                                                                    |
| 21 | Attila utca                                        | 27 | 36 | Iskola                                                                                      |
| 22 | Vörösmarty utca (↓) Baross utca (↑)                | 26 | 36 2B, 52 | XX. Kerületi Tűzoltóság, Iskola                                                             |
| 24 | Török Flóris utca                                  | 24 | 35 2B, 51, 52 |                                                                                             |
| 25 | Szent Imre herceg utca                             | ∫  | 35 2B, 51, 52 |                                                                                             |
| 26 | Lázár utca / Nagysándor József utca                | 22 | 224, 224E 2B, 51, 52 |                                                                                             |
| 27 | Mártírok útja / Nagysándor József utca             | 20 | 99, 123, 123A |                                                                                             |
| 28 | Nagykőrösi út                                      | 19 | 54, 55, 84E, 89E, 99, 294E 607, 608, 656, 657, 679 |                                                                                             |
| 30 | Hunyadi tér                                        | 18 | 99, 194, 194B |                                                                                             |
| 31 | Áchim András utca                                  | 16 | |                                                                                             |
| 32 | Ady Endre út (Hunyadi utca)                        | ∫  | 68, 148, 268 42 |                                                                                             |
| 33 | Kisfaludy utca (↓) Ady Endre út (Báthory utca) (↑) | 15 | 68, 148, 268 42 |                                                                                             |
| 35 | Simonyi Zsigmond utca (↓) Kispest, Kossuth tér (↑) | 13 | 68, 93, 93A, 132E, 136, 148, 268 50 | Piac                                                                                        |
| 36 | Sós utca                                           | ∫  | 68, 93, 93A, 148, 268 | Kispesti Uszoda                                                                             |
| 38 | Kőbánya-Kispest M                                  | 11 | 68, 85, 85E, 93, 93A, 98, 98E, 132E, 136, 148, 182, 182A, 184, 193E, 200E, 202E, 268, 282E, 284E 575, 576, 577, 578, 580, 581 S21 S36 G43 S50 G50 Z50 IC, sebesvonat, gyorsvonat, expresszvonat P+R (KöKi Terminál) P+R (Kőbánya-Kispest) | KöKi Terminál, Kőbánya-Kispest vasútállomás                                                 |
| 39 | Felüljáró (Gyömrői út) (↓) Felüljáró (↑)           | 9  | 68, 85, 98, 98E |                                                                                             |
| 41 | Sibrik Miklós út                                   | 8  | 217, 217E |                                                                                             |
| 42 | Vasgyár utca                                       | 7  | 217 |                                                                                             |
| 43 | Diósgyőri utca                                     | 6  | 117, 217, 217E |                                                                                             |
| 44 | Gyógyszergyár                                      | 5  | 117, 217E | Gyógyszergyár                                                                               |
| 45 | Richter Gedeon utca                                | 4  | 117 |                                                                                             |
| 46 | Kelemen utca                                       | 3  | 117 |                                                                                             |
| 48 | Liget tér (↓) Vaspálya utca (↑)                    | 1  | 9, 95, 117, 185, 162, 195, 217, 217E, 262 3, 28, 28A, 62, 62A 73 |                                                                                             |
| 51 | Kőbánya alsó vasútállomás végállomás               | 0  | 9, 95, 117, 185, 162, 195, 217, 217E, 262 3, 28, 28A, 62, 62A 73 S21 S50 G50 Z50 | Kőbánya alsó megállóhely                                                                    |